# Hyde Parker (1739–1807)

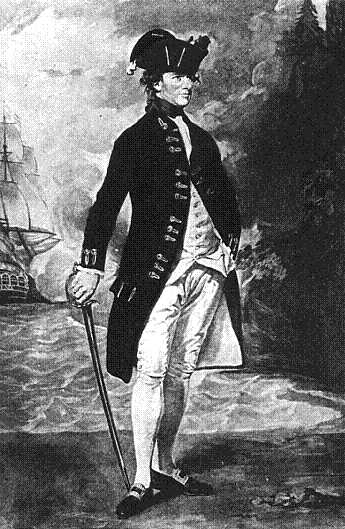
Amiralen, sir Hyde Parker, målning av George Romney.

Hyde Parker, född 1739, död den 16 mars 1807, var en brittisk sjömilitär, son till Hyde Parker (1714–1782), far till Hyde Parker (1786–1854).
Parker deltog i sjötågen mot de nordamerikanska kolonierna och mot Frankrike, och var 1796-1800 kommenderande amiral i Västindien. År 1801 fick han befäl över den styrka som skulle bryta det väpnade neutralitetsförbundet mellan Ryssland, Preussen, Danmark och Sverige. Det var hans underbefälhavare Horatio Nelson som utförde attacken på Köpenhamns redd den 2 april 1801. 
Parker befann sig den 13 april 1801 utanför Karlskrona. Han krävde svar inom 48 timmar om huruvida Sverige skulle frångå neutralitetsförbundet eller inte. Amiral Cronstedt, som förde befälet, svarade att Sverige ämnade uppfylla sina förpliktelser. Då inträffade en oförutsedd händelse. Från Petersburg kom underrättelsen om att Paul I av Ryssland mördats och att hans efterträdare, Alexander I, genast förklarat sig beredd att underhandla med Storbritannien. Då seglade den brittiska flottan tillbaka till Kjögebukten.